# Verlengde gedraaide vijfhoekige rotonde
Een verlengde gedraaide vijfhoekige rotonde is in de meetkunde het johnsonlichaam J25. Deze ruimtelijke figuur kan worden geconstrueerd door een vijfhoekige rotonde J6 op een tienhoekig antiprisma te plaatsen en is het deel van onder andere een verlengde dubbelgedraaide vijfhoekige dubbelrotonde J47. 
De 92 johnsonlichamen werden in 1966 door Norman Johnson benoemd en beschreven.
- (en)  MathWorld. Gyroelongated Pentagonal Rotunda.